# Chakri Naruebet

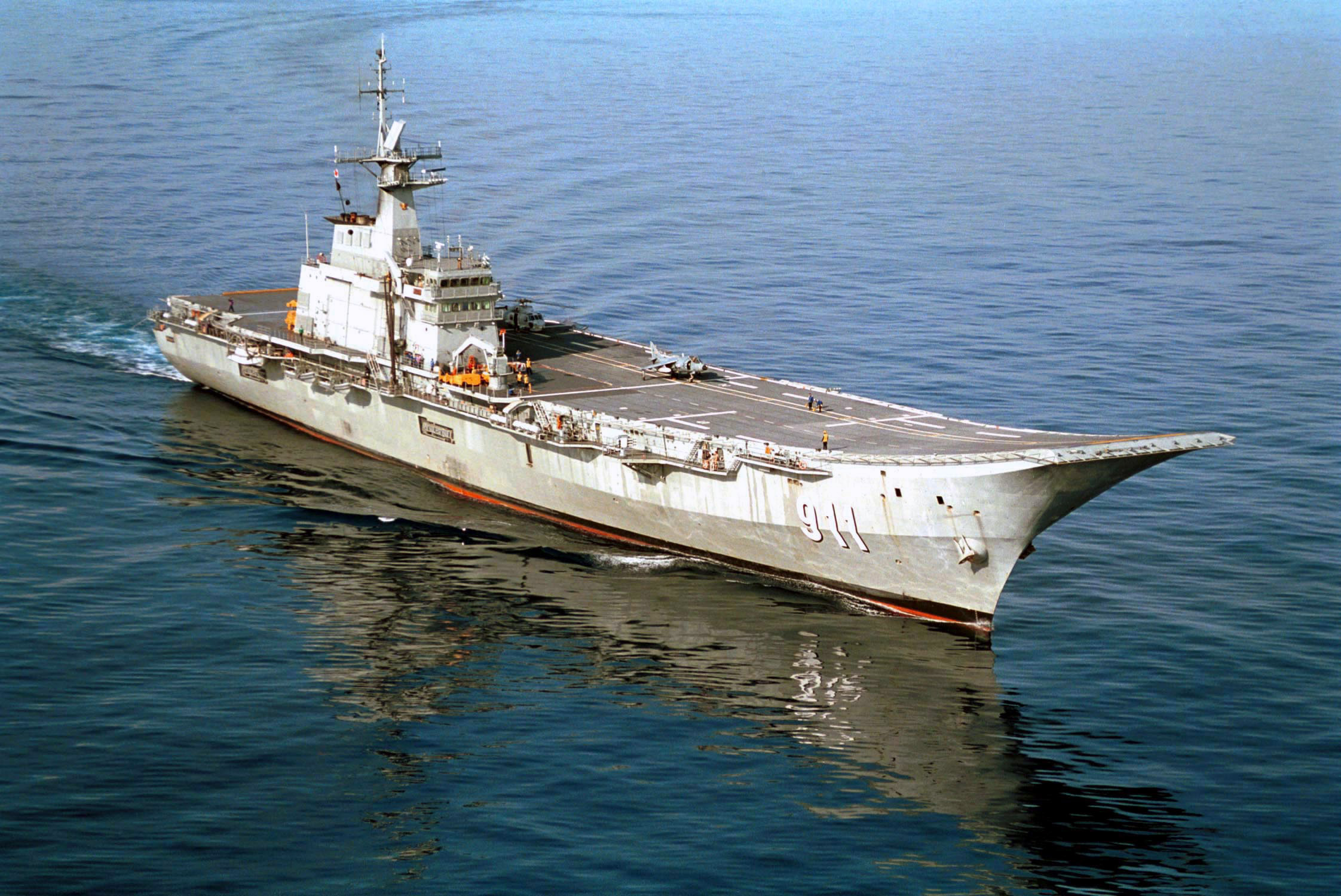
Le Chakri Naruebet (3 avril 2001)

Le HTMS Chakri Naruebet est un porte-aéronefs de la Marine royale thaïlandaise, seul de sa catégorie et son vaisseau amiral. C'est un sister-ship, mais de taille inférieure, du Príncipe de Asturias de la marine espagnole. Il a été armé (au personnel) en 1997 en Espagne.

## Description

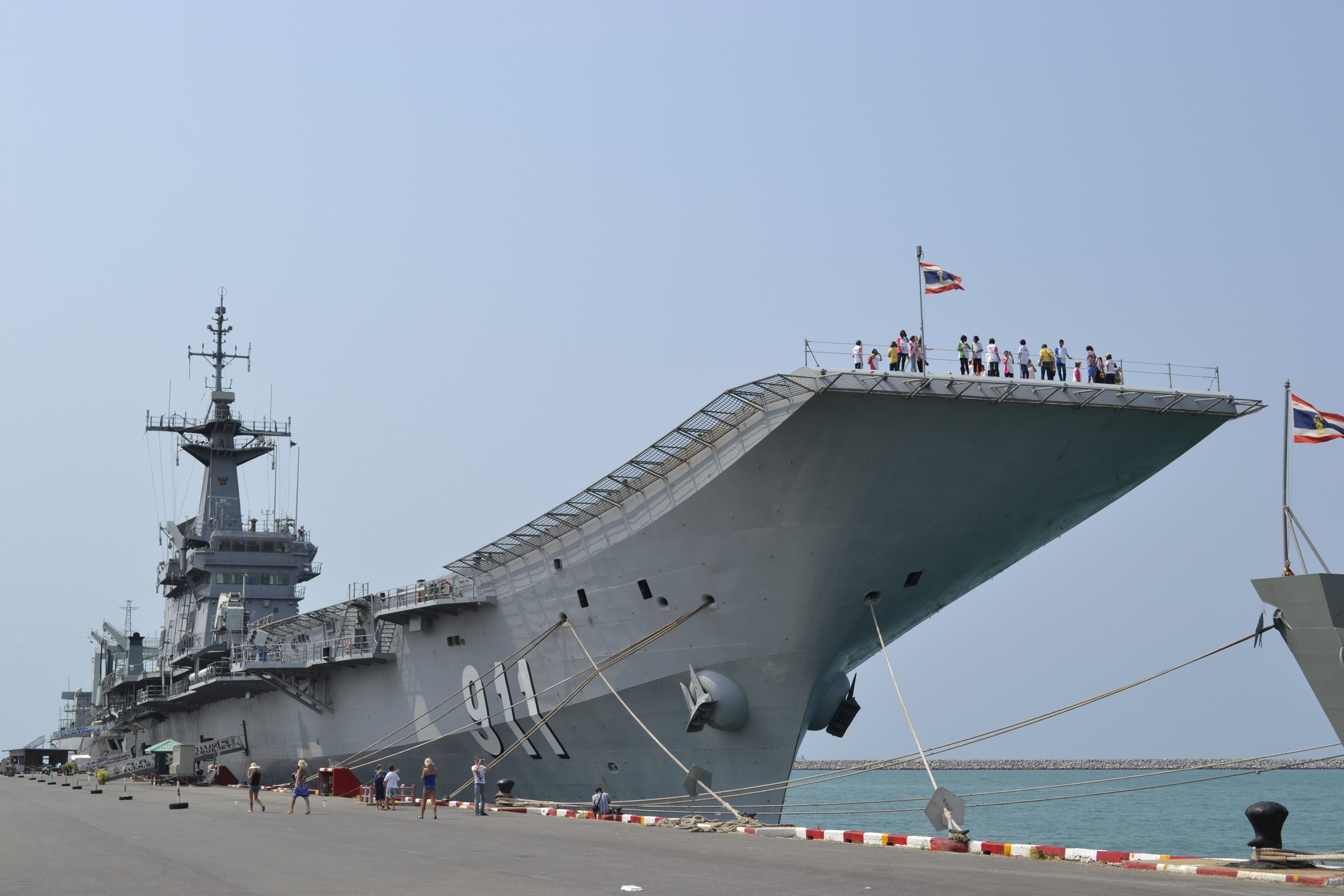
Le Chakri Naruebet à quai en 2015.

Il a une capacité de transport de 18 hélicoptères du type S-70B-7 Seahawk ou Chinook ou 9 avions à décollage vertical AV-8S Harrier. Ces derniers n'opèrent plus depuis 2006 à la suite d'un accident.
Son port d'attache est Sattahip, sur le golfe de Thaïlande.

## Culture populaire
Dans le film Rescue Dawn, il simule un porte-avions américain.